# Nedre Tunguska
Nedre Tunguska (russisk: Нижняя Тунгуска – Nizjnjaja Tunguska) er en flod i Sibirien i Rusland. Den er 2.989 km lang, og er en østlig biflod til Jenisej. Den har sine kilder på Midtsibiriske højslette i Irkutsk oblast og Krasnojarsk kraj. Gennemsnitlig vandføring ved udmundingen i Jenisej er 3.600 m³/s.
Omkring 120 km fra mundingen er det planlagt at bygge en 200 meter høj dæmning med et vandkraftværk på mellem 12.000 og 20.000 MW, som vil blive et af de største i verden.[kilde mangler]
58°02′42″N 105°40′39″Ø / 58.0451°N 105.6775°Ø